# عقد 510 هـ
عقد 510 هـ هو الفترة بين عام 510 إلى 519 في التقويم الهجري، أي العشر سنوات الثانية من القرن السادس الهجري.